# Phil Morrison
Phil Morrison (Winston-Salem, estado de Carolina del Norte, 1 de enero de 1968) es un director de cine estadounidense mejor conocido por el largometraje nominado al Premios Óscar, Junebug (2005), que también fue su ópera prima.
En 2006, Morrison dirigió la campaña publicitaria Get a Mac para Apple Inc. En 2011, dirigió un episodio de Enlightened.
Su segunda película, en 2013, fue All Is Bright.
En 2019, se anunció que Morrison dirigiría Satan Is Real, una película biográfica sobre los hermanos Louvin, protagonizada por Ethan Hawke y Alessandro Nivola.

## Filmografía
- Junebug (2005)
- Perfect Partner (2005)
- All Is Bright (2013)